# Ваджрадатта

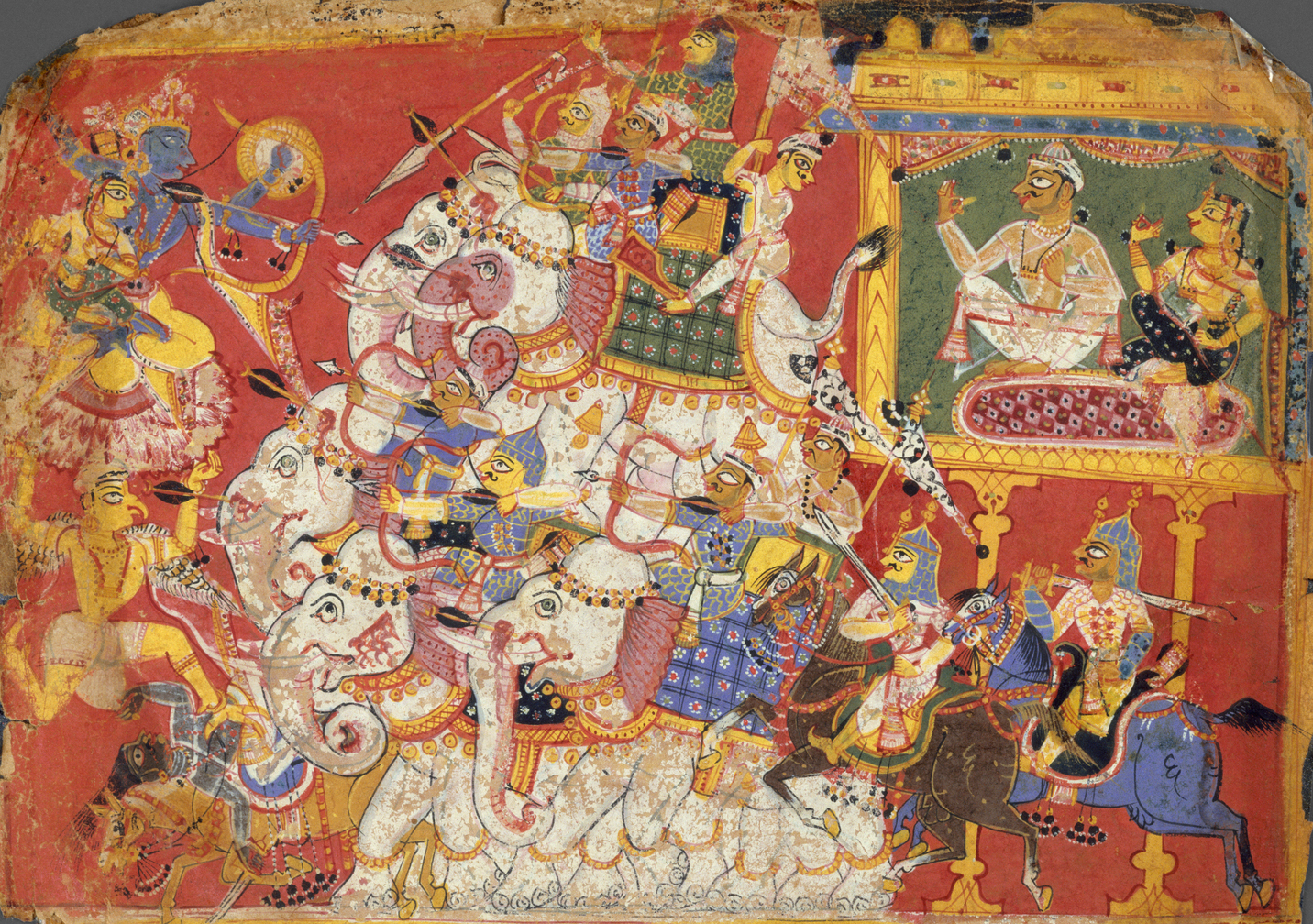
Кришна сражается с армиями демона Нараки: Страница из рассеянной Бхагавата-пураны

Ваджрадатта (санскр. वज्रदत्त) — согласно индуистской мифологии — сын и преемник царя Бхагадатты, третий правитель из династии Нарака царства Прагджьётиша. Вместе с Ангасом Ваджрадатта изучил четыре Веды и Нитишастры Брихаспати и Шукры. Ваджрадатта упоминается в эпосе могучим и удачливым в битве, как Индра и быстрым, как Ваджра. Ваджрадатта говорил про себя, что обладает блеском молнии и побеждает врагов подобно Индре.

## Роль в Махабхарате
Ашвамедхапарва Махабхараты описывает Ваджрадатту. Он не смог сопровождать своего отца Бхагадатту в войне Махабхараты, так как был тогда ещё ребёнком. Царь Юдхиштхира организовал Ашвамедху, а Арджуна был назначен охранником коня, которого будут приносить в жертву. Конь, пройдя через разные страны, добралась на восток до Прагджьётиши, которой тогда правил Ваджрадатта. Ваджрадатта попытался удержать лошадь, чтобы отомстить за убийство отца в войне Махабхараты. Он был побежден Арджуной после продолжительной битвы.

## Упоминания
В записях Камарупы Нарака, Бхагадатта и Ваджрадатта упоминаются как предки царей Камарупы. Одной из этих записей — Нидханпурская надпись Бхаскарвармана.
Ваджрадатта упоминается в Калика-пуране и Харшачарите. В «Калика-пуране» Наракасура сказал, что у него есть сыновья, а именно Бхагадатта, Махаширша, Мадаван и Сумали, а Ваджрадатта и Пушпадатта были сыновьями Бхагадатты. В Харшачарите Ваджрадатта ставится после Бхагадатты и Пушпадатты как предки царя Бхаскарвармана. 